# Новое Ибрайкино
Но́вое Ибра́йкино (тат. Яңа Ибрай, Чәтрән) — село в Аксубаевском районе Республики Татарстан. Административный центр и единственный населённый пункт муниципального образования «Новоибрайкинское сельское поселение». Название произошло от тат. яңа (новый) и названия селения «Ибрай» (Ибрайкино). Основание относят к первой половине XVIII века. В селе имеется объект культурного наследия регионального значения. Население в 1908 году достигало 3495 человек, в 2023 году оно составляло 1197 человек. Основное население, Мишар. Язык татарский с особенностями диалекта,   мишарского говора

## География

### Географическое положение
Находится в лесостепной зоне, в Западном Закамье, на реке Малая Сульча. Располагается 25 км восточнее районного центра — посёлка городского типа Аксубаево. Высота над уровнем моря — 143 м.

### Климат
По Классификации климатов Кёппена, климат села определяется как Dfb — влажный континентальный с тёплым летом. Температура здесь в среднем 4,7 °C. Среднегодовая норма осадков — 629 мм.
| Показатель              | Янв.  | Фев.  | Март | Апр. | Май  | Июнь | Июль | Авг. | Сен. | Окт. | Нояб. | Дек. | Год   |
| ----------------------- | ----- | ----- | ---- | ---- | ---- | ---- | ---- | ---- | ---- | ---- | ----- | ---- | ----- |
| Средняя температура, °C | −11,8 | −11,8 | −5,7 | 5,0  | 13,3 | 17,6 | 19,5 | 16,8 | 11,4 | 4,3  | −3,8  | −9,4 | 3,8   |
| Норма осадков, мм       | 31,6  | 26,0  | 21,8 | 27,1 | 43,0 | 69,8 | 57,6 | 62,1 | 54,8 | 50,2 | 36,6  | 36,1 | 516,7 |
| Источник:               |       |       |      |      |      |      |      |      |      |      |       |      |       |

## История и этимология
Название села произошло от тат. яңа (новый) и название селения «Ибрай» (Ибрайкино). Основание деревни относят к первой половине XVIII века. До 1860-х годов жители относились к сословию государственных крестьян, происходивших из служилых татар.
Помимо традиционных повсеместных земледелия (сельская община владела 4337 десятинами земли в начале XX века) и скотоводства, обычными занятиями жителей также были торговля, смолокуренный, мукомольный промыслы. Жители также несли лашманскую повинность.
В начале XX века в селе действовали две водяные и две ветряные мельницы, шесть крупообдирок, кузница, десять мелочных лавок. В начале XX века в селе действовали три мечети, три мектеба.
С 1930 года здесь действовал колхоз «Усяр». С 1943 по 1950 год он был разделён на три колхоза: «Усяр», «Кутузова» и «Суворова». В 1996—2011 годах колхоз села был реорганизован в коллективное предприятие «Усяр». До 1920 года село было в Аксубаевской волости, входившей в Чистопольский уезд Казанской губернии. В 1920 году было включено в состав Чистопольского кантона ТАССР. В связи с упразднением кантонного деления в республике, 10 августа 1930 года село вошло в состав образованного Первомайского района, а 10 февраля 1935 года — в Аксубаевский район. В результате реформы административно-территориального деления, 1 февраля 1963 года было включено в состав Октябрьского, а 12 января 1965 года — Аксубаевского района.

## Население и известные уроженцы
| 1782  | 1859  | 1897  | 1908  | 1920  | 1926  | 1938  |
| ----- | ----- | ----- | ----- | ----- | ----- | ----- |
| 204   | ↗3051 | ↘2924 | ↗3495 | ↘3327 | ↘2688 | ↗2760 |
| 1949  | 1958  | 1970  | 1979  | 1989  | 2002  | 2010  |
| ↘2486 | ↗2499 | ↗2931 | ↘2484 | ↘1653 | ↘1532 | ↘1452 |
| 2011  | 2012  | 2013  | 2014  | 2015  | 2016  | 2017  |
| ↘1446 | ↘1413 | ↘1394 | ↘1380 | ↘1320 | ↘1287 | ↘1267 |
| 2018  | 2019  | 2020  | 2023  | 2024  |       |       |
| ↘1235 | ↘1207 | ↘1171 | ↗1197 | ↘1178 |       |       |

В 1782 году при подсчёте учитывались только мужчины. На начало 2018 года в селе жили 1502 человека, в том числе 106 человек детского, 796 — трудоспособного, 600 — старше трудоспособного возраста. Национальный состав села — татары. Согласно результатам переписи 2002 года, в национальной структуре населения села татары составляли 100 % из 1532 человек. В селе родился Галей Динмухаметов (1892—1951) — государственный деятель, Председатель Президиума Верховного Совета ТАССР, депутат Верховного Совета СССР и РСФСР, кавалер трёх орденов Ленина.

## Экономика
Сельскохозяйственные производители села специализируются на полеводстве, мясо-молочном скотоводстве, птицеводстве. В селе и вблизи него имеются пилорама, молочная ферма крупного рогатого скота ООО «АКСУАГРО» мощностью 400 голов, два зернотока, крестьянское (фермерское) хозяйство «Сулейманов И. Г.» мощностью 100 голов, сеносклад, склады «Сулейманов И. Г.», склад ООО «АКСУАГРО», весовой контроль ООО «АКСУАГРО». Жители в основном заняты в ООО «АКСУАГРО».

## Инфраструктура и транспорт
В селе с 1967 года действует средняя школа имени М. И. Абдрахманова (с 1974 г.) — философа, заслуженного деятеля науки ТАССР, доктора философских наук, в 1930—1934 годах директора Новоибрайкинской школы. Имеются дом культуры, фельдшерско-акушерский пункт, почтовое отделение, отделение Сбербанка, универсальная спортивная площадка, магазины общей торговой площадью 238,5 м², два действующих кладбища общей площадью 13,18 га.
В селе 18 улиц. Общая площадь села — 303,73 га, жилья — 34,2 тыс. м². Село газифицировано и электрифицировано. Водоснабжение осуществляется из подземных источников при помощи артезианских скважин и водонапорных башен. Протяжённость сетей водопровода составляет 16,7 км. Централизованная канализация отсутствует. Население пользуется септиками или выгребными ямами. Отопление индивидуальной и общественной застройки осуществляется от локальных источников теплоснабжения, работающих на газе. Через село проходит автомобильная дорога общего пользования регионального значения «Аксубаево — Фёдоровка» — Новое Ибрайкино.

## Культура
Бывшая вторая соборная мечеть 1909 года, реконструированная в 1990 году — памятник архитектуры, культовое здание в традициях татарского культового зодчества, отличающегося динамичной композицией и высоким качеством строительства, объект культурного наследия регионального значения. С 1918 года в селе действуют сельская библиотека, а с 1974 года — сельский дом культуры.

## Религия
В селе находятся местные мусульманские религиозные организации — три сельских прихода Духовного управления мусульман Республики Татарстан. В селе действуют бывшая вторая соборная мечеть 1909 года, реконструированная в 1990 году и две мечети, построенные в 2000 году.